# 起飞号运载火箭
起飞号运载火箭（俄语：Старт）俄罗斯在RT-2PM洲际弹道导弹（北约代号SS-25“镰刀”，在美苏第一阶段削减战略武器条约中称为RS-12M）基础上发展的一种小型运载火箭。
俄罗斯在冷战结束后决定将大量按照START-1（即第一阶段削减战略武器条约）应予退役的洲际导弹改装成火箭用于航天发射。俄罗斯航空航天局（现在重组为俄罗斯联邦航天局）后来成立了一家名为“发射服务公司”的企业专门负责将弹道导弹改成运载火箭的业务。最早被看中的导弹之一是使用固体推进剂的RT-2PM洲际导弹。用该导弹改装成的运载火箭称为起飞-1，是4级固体火箭，其中只有第4级是新设计的。负责改装火箭工作的单位是莫斯科热技术研究所，该所也是RT-2PM导弹的设计单位。由于俄罗斯航天系统管理不善，该火箭的研制进展很慢。1993年和1995年进行的两次试飞都以失败告终（1995年发射的是5级型号）。直到1997年3月才进行了第一次业务飞行。1996年俄罗斯曾与加拿大达成一项协议，准备在加境内修建一座供起飞-1使用的发射场。但该项目最后由于政治因素而不了了之。雖然起飞-1的发射费用很低，但推销成果不是很好。第一次商业发射是在1997年，当时将美国的一颗商业遥感卫星“晨鸟”送入轨道。此后该火箭只获得了很少几份订单。
起飞-1的独一无二之处在于，该火箭的发射平台是机动的，與美國將彈道飛彈改造後移入發射場不同，俄國完整保留了原洲际导弹的发射车和发射筒（RT-2PM本身是最早采用公路机动发射的洲际导弹之一）。在发射时，先用压缩气体将火箭推出发射筒，然后第一级点火（即苏联洲际导弹普遍采用的冷发射模式），仍然非常類似飛彈。

## 改型
起飞-1的改型称为“起飞号”（起飞-1和起飞号也都被统称为起飞号）。这是一种5级全固体火箭，其研制工作实际与起飞-1是同时进行的。起飞号使用了两个原导弹的第二级（即在起飞-1的第二级和第三级之间又插入一个第二级），起飞质量达到60吨。这样它的极轨道运载能力增加到850千克。唯一的一次飞行是在1995年，结果发射失败。

## 资料来源
- 《中国航天》，2005年3月号，28页

## 發射記錄
| 發射編號 | 日期(UTC)      | 型號       | 發射實體編號 | 發射地點             | 酬載                             | 酬載類型                         | 重量    | 軌道         | 備註                          |
| -------- | -------------- | ---------- | ------------ | -------------------- | -------------------------------- | -------------------------------- | ------- | ------------ | ----------------------------- |
| 1        | 1993年3月25日  | 起飛號-1   | 1            | 普列謝茨克太空發射場 | EKA 1                            | ?                                | ?       | ?            | 成功                          |
| 2        | 1995年3月28日  | 起飛號     | 1            | 普列謝茨克太空發射場 | Unamsat a Techsat 1 EKA 2        | 業餘無線電衛星                   | ?       | ?            | 失敗 第4節與第5節未達預定軌道 |
| 3        | 1997年3月4日   | 起飛號-1.2 | 1            | 斯沃博德內航天發射場 | Зея (космический аппарат) 俄羅斯 | 軍事通信衛星                     | 87公斤  | ?            | 成功                          |
| 4        | 1997年12月24日 | 起飛號-1   | 2            | 斯沃博德內航天發射場 | Earlybird 1                      | 地球觀測衛星                     | 317公斤 | 太陽同步軌道 | 成功                          |
| 5        | 2000年12月6日  | 起飛號-1   | 3            | 斯沃博德內航天發射場 | EROS-A 1 以色列                  | 地球觀測衛星                     | 250公斤 | 太陽同步軌道 | 成功                          |
| 6        | 2001年2月20日  | 起飛號-1   | 4            | 斯沃博德內航天發射場 | Один (спутник)                   | 太空望遠鏡，觀察天文、大氣物理學 | 250公斤 | 太陽同步軌道 | 成功                          |
| 7        | 2006年4月25日  | 起飛號-1   | 5            | 斯沃博德內航天發射場 | EROS-B 以色列                    | 地球觀測衛星                     | 350公斤 | 太陽同步軌道 | 成功                          |